# 苗禮治
苗禮治男爵，PC，GBS，QC（英語：Peter Julian Millett, Baron Millett，1932年6月23日—2021年5月27日），英國退休法官及大律師，曾先後任英格蘭及威爾斯高等法院及上訴法院法官，及在1998年至2004年出任上議院常任上訴法官。苗禮治勳爵自2000年起出任香港終審法院非常任法官，2021年任內逝世。

## 簡歷
苗禮治在1932年6月23日出生於英國，父母分別名丹尼斯（Denis）和阿黛爾（Adele）。他早年受教於倫敦哈羅公學，及後升讀劍橋大學三一學堂，主修經典文學及法律，1954年取得文學碩士學位畢業。畢業後曾於1955年至1957年服役於皇家空軍，軍階為中尉。
在1955年，苗禮治在中院考取執業大律師資格，後於1959年進入林肯律師學院，至1980年出任該院理事。自1958年至1986年，苗禮治一直執業於倫敦的大法官法庭，另自1962年至1976年在法律教育協會任職考官及講師，教授不動產等等的轉讓證書的製作業務；1967年至1973年在政府的貿易及工業部擔任初級政府律師，主理涉及衡平法的事務；以及在1971年至1975年出任英國大律師公會理事會會員。
在1972年至1973年，苗禮治獲委任為有關夫婦居所共同業權事宜法律委員會的工作小組成員，又於1973年獲委御用大律師銜。後自1977年至1982年，他出任政府的貿易部破產法檢討委員會委員，到1986年獲委為英格蘭及威爾斯高等法院法官，同年獲封為下級勳位爵士，至1994年擢升為上訴法院法官，同時獲委為樞密院顧問官，至1998年卸任。此外，他曾自1991年至1995年任西倫敦猶太教堂主席。在1998年10月1日，苗禮治爵士獲委為上議院常任上訴法官，並因此獲封終身貴族，成為西敏市聖瑪麗勒本的苗禮治男爵（Baron Millett, of St Marylebone in the City of Westminster），他後在2004年1月以71歲之齡退休。
另一方面，苗禮治勳爵早於1979年在香港取得執業大律師資格，自2000年起，他連同布仁立爵士及艾俊彬爵士等人，獲香港行政長官董建華委為香港終審法院非常任法官，參與審理香港的司法案件。任內，他曾在2005年參與審理房委會押後檢討公屋租金涉嫌違反《房屋條例》一案的上訴，最後在2005年11月21日連同首席法官李國能等人裁定房委會上訴得直。

## 家庭
苗禮治勳爵在1959年娶安·米雷·哈里斯（Ann Mireille Harris）為妻，兩人育有兩子，分別名理查（Richard）及安德魯（Andrew）。

## 榮譽
- 勳銜
  - Q.C. （1973年4月30日[2]）
  - Kt. （1986年7月8日[3]）
  - P.C. （1994年5月18日[4]）
  - 終身貴族 （1998年10月1日[5]）
  - 金紫荊星章（G.B.S.） （2015年香港特別行政區政府授勳名單）
- 頭銜
  - 苗禮治，Esq　（1932年6月23日－1973年4月30日）
  - 苗禮治，QC　（1973年4月30日－1986年7月8日）
  - 苗禮治爵士，QC　（1986年7月8日－1994年5月18日）
  - 苗禮治爵士閣下，QC　（1994年5月18日－1998年10月1日）
  - 苗禮治勳爵閣下，QC，PC　（1998年10月1日－）

## 注腳
1. ↑  .   [2021-05-29]. （原始内容存档于2021-06-03）.
2. ↑  London Gazette: no. 45967, page 1[], 3 May 1973.
3. ↑  London Gazette: no. 50591, page 1[], 8 July 1986.
4. ↑  "PRIVY COUNSELLORS 1969 - present （页面存档备份，存于）", Leigh Rayment's Peerage Page, retrieved on 30 December 2008.
5. ↑  "MILLETT （页面存档备份，存于）", Leigh Rayment's Peerage Page, retrieved on 30 December 2008.

## 外部連結
- ING霸菱案 （页面存档备份，存于）
- 房委會押後檢討租金案 （页面存档备份，存于）